# (38084) 1999 HB12
(38084) 1999 HB12 é um objeto transnetuniano localizado no disco disperso. Foi descoberto em 18 de abril de 1999 por Marc W. Buie e Robert L. Millis. É classificado como um objeto ressonante por estar em uma ressonância orbital 2:5 com Netuno. Possui um período orbital de 411,23 anos e um semieixo maior de 55,299 UA. Assumindo um albedo de 0,09, sua magnitude absoluta de 7,2 dá um diâmetro de 146 km.